# You'd Be So Nice to Come Home To
You'd Be So Nice to Come Home To est une chanson écrite et composée par Cole Porter pour le film musical américain Something to Shout About, sorti en 1943.
Dans le film, la chanson a été chantée par Janet Blair et Don Ameche.

## Distinction
La chanson a été nommée pour l'Oscar de la meilleure chanson originale de 1943, mais a perdu face à You'll Never Know (musique : Harry Warren, paroles : Mack Gordon), interprétée dans le film Hello Frisco, Hello par Alice Faye.

## Reprises
- Dinah Shore a fait un succès de cette chanson au moment de sa première diffusion en single (1943)[1],[2].
- Cannonball Adderley - Compact Jazz -  Capitol - (1955)[1]
- Helen Merrill with Clifford Brown – Helen Merrill (1954)[1]
- Art Pepper – Art Pepper Meets the Rhythm Section (1957)[1]
- Coleman Hawkins and Ben Webster – Coleman Hawkins Encounters Ben Webster (1957)[1]
- Frank Sinatra - A Swingin' Affair! (1957)
- Bing Crosby et Rosemary Clooney ont enregistré la chanson pour une émission de radio en 1958[3] ; elle a été publiée dans l'album Bing & Rosie – The Crosby-Clooney Radio Sessions (2010)[4].
- Nina Simone – Nina Simone at Newport (1960)[1]
- Jo Stafford with Ben Webster – Jo + Jazz (1960)[1]
- Al Cohn and Zoot Sims – You 'n' Me (1960)
- Julie London - Julie...At Home  (1960)[5]
- The Coasters – One by One (1960)[6]
- Lee Konitz – Motion (1961)[1]
- Jim Hall with Chet Baker and Paul Desmond  – Concierto – (1975)[1]
- Joey DeFrancesco – Singin' and Swingin'  (1999)[1]
- Cheryl Bentyne - Talk of the Town (2002)
- Dick Hyman and Randy Sandke – Now & Again (2004)[1]
- Jacky Terrasson - Push (2010)
- Xiu Xiu - Nina (2013)
- Harry Connick Jr. (2019)
- Marisa Anderson, Tara Jane O'Neil (2020)
- Bernie Dresel - The Pugilist (2021)